# Wendy Makkena
Wendy Rosenberg Makkena (Manhattan, 4 de outubro de 1958) é uma atriz americana.
Nascida na Cidade de Nova Iorque, onde a mãe dela é uma conhecida astróloga, Makkena iniciou sua carreira em 1986 atuando e aparecendo na TV Santa Barbara. Ela depois atuou em seu primeiro papel no filme Out oito homens. Ela fez várias aparições em programas de TV como House, Law & Order, Monstros, e NYPD Blue.
Em 1992, ela desencadeou estrelando um papel no popular filme Mudança de Hábito (Sister Act), ao lado de Whoopi Goldberg, como a tímida, mas talentosa, freira Irmã Mary Robert (embora a sua voz cantando tenha sido dublada por Andrea Robinson), um papel que ela reapresentou em Mudança de Hábito 2.
Ela atuou em vários outros papéis na TV até 1997, quando ela estrelou no Air Bud, seguido pelo filme independente Encontrar Norte (1998). Desde então, ela estrelou em vários programas de TV como The Job, Oliver Beene, e Listen Up!. Ela fez uma aparição no seriado Câmara em 2007. Ela também fez uma aparição no seriado Law & Order: Special Victims Unit, em 2009.
Entre os créditos são dela Broadway Empresta-me um Tenor (1989) e Lado Man (1998).
Makkena, casou em 1997 com Bob Krakower, tem um filho e vive em Nova Iorque.